# Mirosław Sznaucner
Mirosław Sznaucner (Będzin, 9 de Maio de 1979) é um ex-futebolista profissional polaco, atualmente é diretor técnico no PAOK.